# L'anniversario (film 1968)
L'anniversario (The Anniversary) è un film del 1968, diretto da Roy Ward Baker.

## Trama
La facoltosa Mrs. Taggart, festeggia ogni anno il suo anniversario di matrimonio, nonostante suo marito sia morto da dieci anni. Per l'occasione riunisce i suoi tre figli: il primogenito Henry, celibe che ha problemi di cleptomania riguardanti la biancheria intima femminile; il secondo, Terry, che sta progettando di emigrare in Canada con la moglie Karen e i loro cinque figli; e il più giovane Tom, che porta per l'occasione la sua ennesima fidanzata, Shirley. Per tutta la serata la matriarca, prepotente, malvagia, vendicativa e manipolatrice, fa tutto ciò che è in suo potere per ricordare ai suoi figli chi controlla le finanze della famiglia e, in ultima analisi, il loro futuro. Lei, che ha perso l'occhio sinistro per colpa di un gioco infantile del suo secondogenito, si diverte sadicamente a tenerli legati alle proprie sottane e a metterli l'uno contro l'altro quando avverte che le sfuggono. Alla fine il figlio sposato e quello più giovane decidono di lasciare la madre e vivere finalmente la loro vita. 